# 10-ホルミルテトラヒドロ葉酸
10-ホルミルテトラヒドロ葉酸（10-ホルミルテトラヒドロようさん、10-Formyl-tetrahydrofolate、10-CHO-THF）は、テトラヒドロ葉酸の誘導体の一つで、同化作用においてホルミル基の供与体として機能する。プリンの生合成では、初期段階ではホスホリボシルグリシンアミドホルミルトランスフェラーゼの基質として、最終段階ではホスホリボシルアミノイミダゾールカルボキサミドホルミルトランスフェラーゼの基質として重要である。プリン体の生合成で、この物質は下図中3及び9の2個所のホルミル化の反応に関わっている。
また、メチオニル開始tRNA（fMet-tRNA）のホルミル化ではメチオニルホルミルトランスフェラーゼの基質として重要である。

## 生合成
10-ホルミルテトラヒドロ葉酸はメテニルテトラヒドロ葉酸シクロヒドロラーゼによって5,10-メテニルテトラヒドロ葉酸から、ギ酸-テトラヒドロ葉酸リガーゼによってギ酸とテトラヒドロ葉酸からそれぞれ合成される。

テトラヒドロ葉酸（THF）による代謝とビタミンB12によるTHFの再生産、:de:Folsäure=葉酸、DHF=ジヒドロ葉酸、THF=テトラヒドロ葉酸、Vit.B12=ビタミンB12、Methyl-Vit.B12=メチルコバラミン、Methionin=メチオニン、Methionin Syntase=5-メチルテトラヒドロ葉酸-ホモシステインメチルトランスフェラーゼ、Homocystein=ホモシステイン、N5-Methyl-THF=5-メチルテトラヒドロ葉酸、N5,N10-Methylene-THF=5,10-メチレンテトラヒドロ葉酸、N10-Formyl-THF=10-ホルミルテトラヒドロ葉酸、dUMP=デオキシウリジン一リン酸、NADPH、DNA

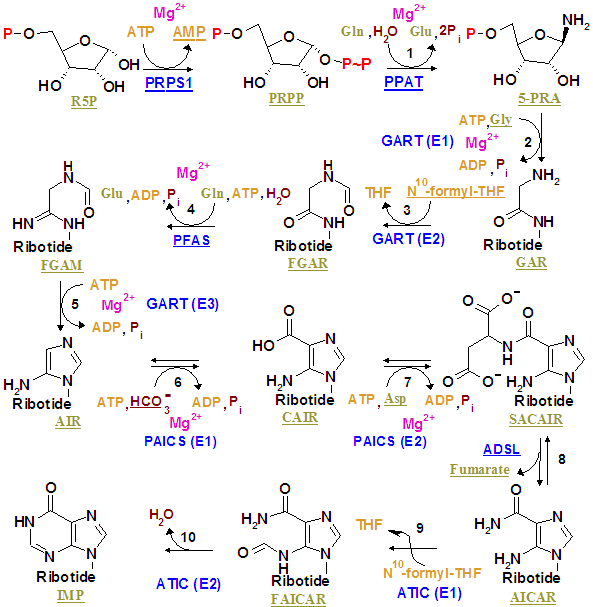
プリン体の生合成。色の意味は以下のとおり: 酵素, 補酵素, 基質, 金属イオン, 無機分子

ホルミルテトラヒドロ葉酸デホルミラーゼによってテトラヒドロ葉酸とギ酸に分解される。
|  | プリン環の原子の由来 N1は、アスパラギン酸のアミン基に由来、 C2とC8は、10-ホルミルテトラヒドロ葉酸のホルミル基に由来、 N3とN9は、グルタミンのアミド基に由来、 C4, C5とN7は、グリシンに由来、 C6は、HCO3-(CO2)に由来 |